# Cola Debrot
Nicolaas (Cola) Debrot (Kralendijk (Bonaire), 4 mei 1902 – Amsterdam, 3 december 1981) was een Antilliaans schrijver, dichter, arts, diplomaat, jurist, minister, filosoof en balletcriticus.
Hij wordt als de grondlegger van de Antilliaans-Nederlandse literatuur beschouwd. Debrot debuteerde in 1934/1935 in het tijdschrift Forum met de novelle Mijn zuster de negerin. De cultuurprijs van Curaçao is naar hem vernoemd.

Droevig werd het leven, maar het werd vol van een zinrijkheid die het elders mist. En dit is het enige dat men de kinderen dezer aarde niet kan ontnemen. (slotzin Mijn zuster de negerin)

## Leven

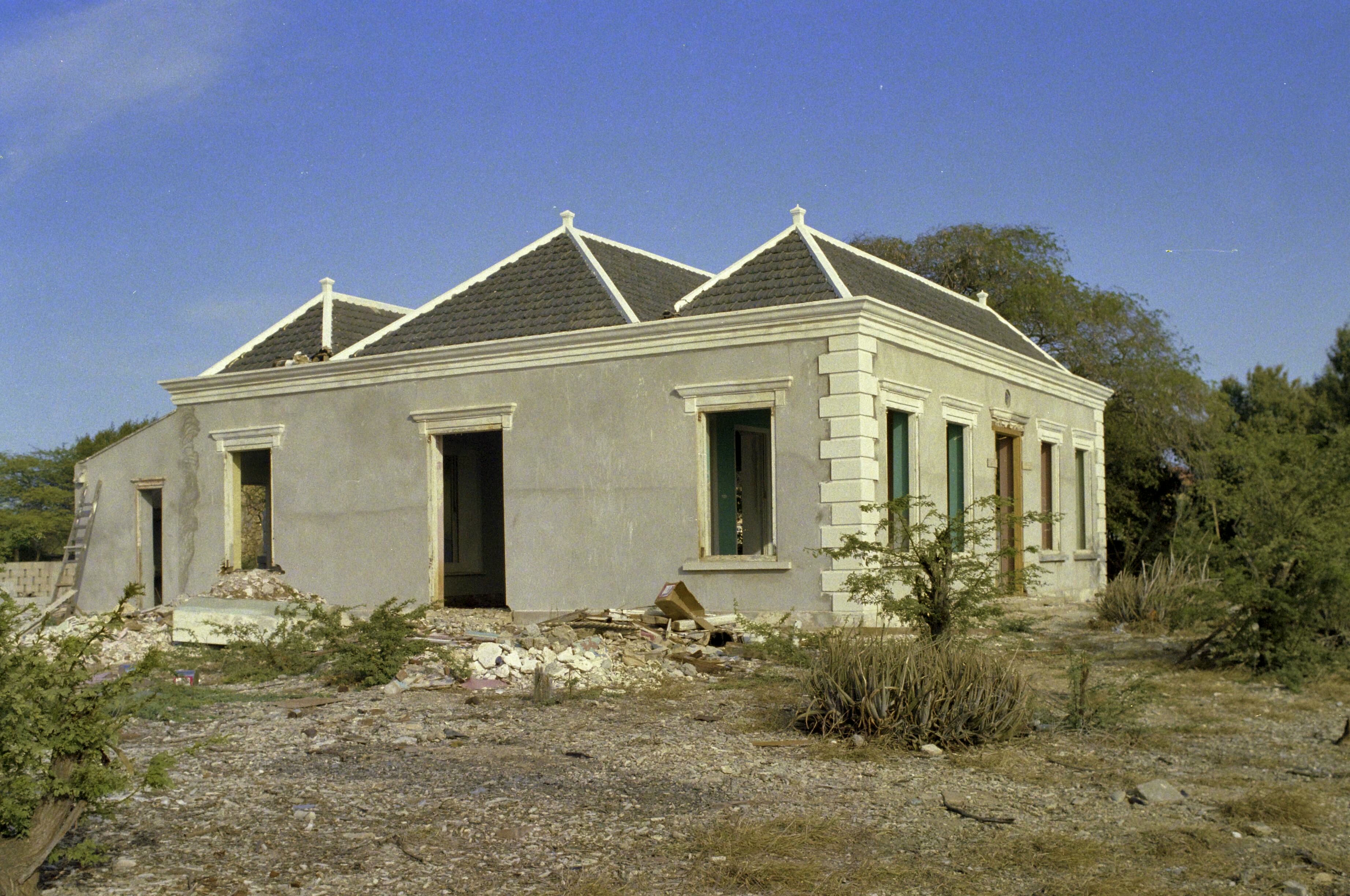
Geboortehuis van Cola Debrot

Debrot werd geboren te Kralendijk (Bonaire) in het huis aan de Kaya J.E. Craane 24, bekend als "Kas di Kachi Craane". Hij was zoon van Jean Jacques Debrot en Marie Antoinette Nouel en groeide op op Curaçao en in Caracas. Zijn vader had een plantage op Bonaire. Via zijn grootmoeder van moederszijde die van origine uit Venezuela kwam, bezat hij ook de Venezolaanse nationaliteit. Thuis sprak hij Spaans en Papiaments; Nederlands leerde hij op de lagere school. Debrot volgde het gymnasium in Nijmegen en woonde rond 1917 als kostganger in de Sint-Annastraat 85, bij de weduwe van de zoon van de theoloog Johannes Jacobus van Oosterzee. Aan haar moeder, "Groszmutter" Maria Christiane Vorländer-Walter, heeft Debrot zijn kennis van de Duitse literatuur te danken.

Vervolgens studeerde hij vanaf 1921 rechten in Utrecht, alwaar hij zijn meestertitel behaalde. Hier woonde hij tegelijk met Pyke Koch op kamers op Nobelstraat 17 (nu 141) en later op Oudegracht 341, en was bevriend met onder andere Martinus Nijhoff en Jan Engelman.
In 1928 vertrok Debrot naar Parijs, waar hij drie jaar woonde en werkte als ghostwriter. Hij ontmoette daar de Amerikaanse balletdanseres Estelle Reed, met wie hij trouwde. In 1931 keerde hij terug naar Nederland en volgde in Amsterdam de studie geneeskunde; in die tijd logeerde hij regelmatig met zijn vrouw bij Koch aan de Oudegracht. Tijdens de Tweede Wereldoorlog had hij een dokterspraktijk in Amsterdam. In het voorjaar van 1945 kreeg Debrot regelmatig bezoek van W.F. Hermans. Debrot nam hem mee naar patiënten en stelde hem voor als "dokter Klondike"; Hermans verwerkte dit later in zijn novelle Dokter Klondyke.
Na de oorlog ging Debrot als arts op Curaçao werken, en tevens raakte hij betrokken bij de politiek. In 1952 kwam hij als gevolmachtigd minister van de Nederlandse Antillen naar Den Haag. Hij speelde een belangrijke rol op de rondetafelconferenties die leidden tot de nieuwe verhouding tussen Nederland, Suriname en de Antillen. Van 1962 tot 1970 was hij gouverneur van de Nederlandse Antillen. Na deze periode keerde Debrot terug naar Nederland. De laatste jaren van zijn leven bracht hij door in het Rosa Spierhuis in Laren. Hij leed onder zware depressies en werd een periode opgenomen in een psychiatrische inrichting. Ook hierna bleef hij onder medicatie.
In oktober 1981 werd Debrot geopereerd aan prostaatkanker. De operatie verliep voorspoedig, maar eind november kreeg hij alsnog een bloeding. Hij werd opgevangen in het Wilhelmina Gasthuis in Amsterdam, waar hij op 3 december overleed. Op 7 december werd Debrot te Driehuis in Crematorium Velsen gecremeerd. Zijn as werd vanaf een schip van de Koninklijke Marine verstrooid op de Noordzee.
Debrot werd in 1955 benoemd tot ridder in de Orde van de Nederlandse Leeuw en in 1970 bevorderd tot commandeur in de Orde van de Nederlandse Leeuw.
In 1994 publiceerde Jaap Oversteegen zijn monumentale biografie in twee delen: In het schuim van grauwe wolken – Het leven van Cola Debrot tot 1948 en Gemunt op wederkeer – Het leven van Cola Debrot vanaf 1948.

## Prijs
De belangrijkste culturele prijs van Curaçao - in principe bestemd als oeuvreprijs - wordt sinds 1968 uitgereikt en is vernoemd naar Debrot, de Cola Debrotprijs.

## Lezingen
In Amsterdam worden sinds 2008 de literaire Cola Debrot-lezingen georganiseerd door de Werkgroep Caraïbische Letteren. De eerste vond plaats op 20 mei 2008 en werd gegeven door Nobelprijswinnaar Derek Walcott.

## Broer
Het romandebuut van Maria Aker Mijn broer de neger wierp bij verschijning in 2014 een "nieuw licht" op de 80 jaar eerder verschenen novelle Mijn zuster de negerin. 

## Citaat
"Het wordt mij droef te moede, al weet ik niet waarom. Ik zie de zon verbloeden, diep aan de horizon." (Schemer, Verzameld werk 2, blz. 70)